# Плосконокътно кенгуру
Плосконокътното кенгуру (Onychogalea unguifera) е вид бозайник от семейство Кенгурови (Macropodidae).

## Разпространение и местообитание
Разпространен е в Австралия.